# Zile
Zile là một huyện thuộc tỉnh Tokat, Thổ Nhĩ Kỳ. Huyện có diện tích 1561 km² và dân số thời điểm năm 2007 là 68937 người, mật độ 44 người/km².